# Big!
Big! è stata una trasmissione televisiva per ragazzi, andata in onda su Rai 1 dal 1988 al 1993.

## Descrizione
Era un programma-contenitore che alternava cartoni animati, trasmissioni da studio, telefonate da casa, ospiti e rubriche d'approfondimento.
Nell'angolo delle telefonate da casa, di solito i bambini giocavano con i conduttori rispondendo a quesiti o indovinando per esempio cosa rappresentasse una figura che potevano vedere solo in parte (erano i piccoli a scegliere quale frammento visualizzare tra A, B o C, quindi il conduttore scopriva lo sportellino corrispondente di una lavagnetta) Tra i premi ambiti: la "radiopalla", il Game Boy ed una bicicletta. Altre telefonate erano invece domande rivolte agli ospiti in studio. Nella edizione del 1988 compariva nel programma il musicista Arturo Olivieri nella veste di one man band.
Andava in onda in diretta dagli studi Rai di Napoli dal lunedì al venerdì solitamente dalle 16:00 alle 17:30 e il martedì e il venerdì fino alle 17:50. In diverse occasioni il programma iniziava alle 16:15 e il primo quarto d'ora del suo spazio era dedicato al programma Cartoon Clip. Tra dicembre 1990 e maggio 1991 Big! era direttamente preceduto, alle 15:30, dalla replica del programma L'albero azzurro; nello stesso periodo, a inizio 1991, Big! iniziava con un quarto d'ora di ritardo per lasciare spazio a un'edizione straordinaria del TG1 con gli aggiornamenti sulla Guerra del Golfo.
Nel periodo pasquale Big! proponeva delle puntate speciali legate al programma Il sabato dello Zecchino.
La trasmissione vinse il Telegatto per la sezione "trasmissioni per ragazzi" nel 1989, 1990 e 1993.
La sigla della trasmissione "Big!" era cantata dal coro Le Verdi Note dell'Antoniano, i ragazzi giovani dell'Antoniano che da bambini avevano fatto parte del Piccolo Coro dell'Antoniano e dello Zecchino d'Oro.
Nella stagione 1993/1994, lo stesso format, con alcune modifiche, viene proposto con il titolo Uno per tutti. La trasmissione chiude a marzo, per lasciare lo spazio al nuovo programma per bambini Solletico.

## Edizioni e conduttori
| Edizione | Stagione | Titolo        | Conduzione      | Conduzione        | Conduzione        | Conduzione          | Conduzione        | Conduzione             | Conduzione       |
| -------- | -------- | ------------- | --------------- | ----------------- | ----------------- | ------------------- | ----------------- | ---------------------- | ---------------- |
| 1        | 1987/88  | Big!          | Pippo Franco    | Pippo Franco      | Piero Chiambretti | Piero Chiambretti   | Daniela Goggi     | Gianfranco Scancarello | Riccardo Marassi |
| 2        | 1988/89  | Big!          | Giorgia Passeri | Gegia             | Giorgia Pini      | Le sorelle Guidelli | Riccardo Gnerucci | Sammy Barbot           | Emilio Levi      |
| 3        | 1989/90  | Big!          | Giorgia Passeri | Gegia             | Giorgia Pini      | Le sorelle Guidelli | Riccardo Gnerucci | Sammy Barbot           | Emilio Levi      |
| 4        | 1990/91  | Big!          | Giorgia Passeri | Gegia             | Giorgia Pini      | Le sorelle Guidelli | Riccardo Gnerucci | Sammy Barbot           | Emilio Levi      |
| 5        | 1991/92  | Big!          | Carlo Conti     | Manuela Morabito  | Giorgia Pini      | Rolando Ravello     | Renato Giordano   | Beatrice Fazi          | Emilio Levi      |
| 6        | 1992/93  | Big!          | Carlo Conti     | Manuela Morabito  | Giorgia Pini      | Rolando Ravello     | Renato Giordano   | Beatrice Fazi          | Emilio Levi      |
| 7        | 1993/94  | Uno per tutti | Carlo Conti     | Maria Teresa Ruta | Maria Teresa Ruta | Dado Coletti        | Dado Coletti      | Lisa Russo             | Lisa Russo       |

## Rubriche
- Big! Musica a cura di Emilio Levi, si discuteva delle hit in voga in quel periodo (ad esempio le canzoni di Tina Turner) e si mostravano talvolta i videoclip degli artisti. Nell'edizione 1990-1991 la musica era a cura di Sammy Barbot e Riccardo Gnerucci al pianoforte. Dal vivo ogni giorno eseguivano brani famosi, seguiti sempre dal racconto di un aneddoto particolare di quella canzone o di quel cantante; prima di ogni cartone animato le sorelle Guidelli, recitavano la "scenetta" cantando accompagnate dal maestro Riccardo Gnerucci. Nell'edizione 1992-1993 la musica era curata da Sammy Barbot, che si esibiva dal vivo con la Big Band, composta tra gli altri da Federica Rotolo alle percussioni e cori e Marilina Natoli al basso elettrico.
- Big! Natura a cura di Giorgia Pini, proponeva brevi documentari che venivano poi commentati in studio.
- Big! Bellezza a cura di Giorgia Passeri, educava i piccoli alla cura del loro corpo attraverso consigli per la salute e la bellezza.
- Big! News dava lettura di curiosità e notizie da tutto il mondo mostrando anche brevi servizi, come un vero telegiornale. Questo spazio dedicato all'informazione era pensato secondo precisi criteri pedagogici, in cui si cercava di spiegare le notizie individuandone i precedenti, spesso ignoti ai ragazzi data la giovane età. Tra i conduttori di Big! News si citano: l'attore Giancarlo Ratti, l'ex annunciatrice Rai Paola Mari e la doppiatrice Claudia Catani. Dal 1989 al 1991, lo speaker dei servizi giornalistici è Alessio Cigliano. Nell'anno 1992/93 la voce femminile dei servizi giornalistici è  Antonella Boccardo.
- Gli autori sono Riccardo Milana e Giorgio Pacifici, all'epoca Direttore del settimanale Cioè.
- Big! Estate o Big box! solo d'estate, riproponeva parte di ciò che era stato trasmesso nell'annata precedente.

## Ascolti TV

### Edizione 1990/1991
Un articolo del quotidiano La Stampa, rivela che la media di Febbraio 1991 era di 971 000 telespettatori.

### Edizione 1991/1992
Un articolo del quotidiano La Stampa del marzo 1992, rivela che la media era di 841 000 telespettatori e share dell'11,7%.

## Cartoni animati e telefilm
Big! trasmise sia serie animate e film d'animazione in replica (questi ultimi divisi in brevi episodi) sia produzioni in prima TV. Furono proposti:
- Cartoon Comedy Classic, ovvero cortometraggi classici Disney
- DuckTales - Avventure di paperi
- Nausicaä della Valle del vento (film a puntate)
- Calimero
- Reporter Blues
- Le avventure di Remì
- Albertone
- Rahan, il figlio dei tempi selvaggi
- L'ispettore Gadget
- Le avventure di Bandar (film a puntate)
- Garfield e i suoi amici
- Hello! Sandybell
- Il fiuto di Sherlock Holmes
- Storie della Bibbia, serie di Osamu Tezuka
- Blue Magic (indicata anche "Blue Blink"), serie di Osamu Tezuka
- Turbo Team
- Lo schema delle cose
- Yoghi

Big! trasmise anche i telefilm per bambini e ragazzi Emil, Black Beauty e Guglielmo Tell e la sitcom Ellen Burstyn Show.

## Produzione
Uno degli autori di Big! fu Roberto Giacobbo, divenuto in seguito vicedirettore di Rai 2 e conduttore dei programmi Voyager e Ragazzi c'è Voyager.
Nelle prime edizioni, la sigla finale del programma è stata il video di Town of Plenty di Elton John.